# غرق کردن به ترتیب شماره
غرق کردن به ترتیب شماره (انگلیسی: Drowning by Numbers) یک فیلم بریتانیایی-هلندی درام، کمدی و جنایی به کارگردانی پیتر گرینوی محصول سال ۱۹۸۸ است.
فیلم در همان سال برنده جایزه بهترین دستاورد هنری از جشنواره فیلم کن شد.

## بازیگران
- جوآن پلورایت
- جولیت استیونسون
- جولی ریچاردسون
- برنارد هیل
- دیوید موریسی
- تره‌ور کوپر
- جان روگن
- برایان پرینگل